# 希伯倫 (緬因州)
希伯倫（英語：Hebron）是一個位於美國緬因州牛津縣的鎮。

## 人口
根據2020年美國人口普查的數據，希伯倫的面積為58.38平方千米，當中陸地面積為58.04平方千米，而水域面積為0.34平方千米。當地共有人口1223人，而人口密度為每平方千米21人。